# Platy učitelů v Česku
Platy učitelů ve veřejných školách jsou jedním z nástrojů vzdělávací politiky České republiky a ročně na nich stát vyplatí přes 3 % HDP. Celkově působí ve všech stupních a typech škol okolo 333 tisíc zaměstnanců, z toho pedagogičtí pracovníci představují asi 223 tisíc (35 822 ve školkách, 88 759 na základních, 52 709 na středních a 45 069 na vysokých školách).
Průměrný hrubý měsíční výdělek učitelů napříč celým školstvím (a včetně příplatků) byl v roce 2021 podle Českého statistického úřadu 46 843 Kč (115 % průměrné celorepublikové mzdy), podle novely školského zákona podpořené sněmovnou má od roku 2024 být plat učitele nejméně 130 % průměrné mzdy.
Plat učitele se skládá ze tří složek: tarifního tabulkového platu (průměrně 63 % z celkového platu), nárokové složky (průměrně 33 % z tabulkového platu) a nenárokové složky (průměrně 25 % z tabulkového platu). Celková velikost platu je významně ovlivněna řadou faktorů, zejména délkou praxe, odborností, náročností vykonávané práce a osobním ohodnocením přidělovaným nadřízeným, v menší míře i regionem. Obecně lze říci, že platy začínajících učitelů bývají výrazně nižší než odpovídá deklarovanému průměru, naopak platy seniorních pracovníků vyšší než průměr, v případě vedoucích pracovníků i velmi výrazně vyšší než průměr.

## Vývoj platů učitelů v letech 2015-2022
Platy učitelů prošly v posledních desetiletích dynamickým vývojem. V roce 2015 skončilo přechodné období, ve kterém mohli na pozici učitelů působit vysokoškoláci bez formálního pedagogického vzdělání, tito pracovníci museli ze školství odejít a obsazování volných míst se tím výrazně zkomplikovalo. Vzhledem k souběžnému nástupu silných ročníků ("Husákových vnoučat") tak došlo k nedostatku pedagogů, který se vlády snaží řešit významným navyšováním platů učitelů a změnou systému financování. Od školního roku 2019 došlo ke změně financování regionálního školství dle tzv. PHmaxu,  vypočítávaného z maximálního možného počtu odučených hodin namísto původnímu systému financování podle počtu žáků. Oproti předchozímu stavu přinesl PHmax systém několik pozitiv, například snížení nerovností v odměňování učitelů a větší prostor pro inovace ve výuce. Současně ale tento systém generuje řadu nedostatků, zejména způsobuje dlouhodobě neudržitelný nárůst počtu úvazků v regionálním školství, který neodpovídá demografickému vývoji (v roce 2023 počet žáků ve školách klesal, zatímco počet učitelů paradoxně dále rostl), dále nezohledňuje rozdílné podmínky škol v různých regionech, a vede k tomu, že financování škol není nijak provázáno s plněním cílů vzdělávací politiky.
Často se však pod pojmem plat učitele označují nestejné věci a dochází k různým dezinterpretacím, např. jako učitelský plat se někdy označuje i průměrný plat všech zaměstnanců škol (tj. i asistentů, uklízeček nebo technického personálu).
|                                   |                                   |                                   | Kalendářní rok |           |           |           |           |           |           |           |
| 2015                              | 2016                              | 2017                              | 2018           | 2019      | 2020      | 2021      | 2022      |           |           |           |
| Hrubá mzda/plat                   |                                   |                                   |                |           |           |           |           |           |           |           |
| Průměrná mzda                     | Průměrná mzda                     | Průměrná mzda                     | 26 467 Kč      | 27 575 Kč | 29 496 Kč | 31 885 Kč | 34 125 Kč | 35 611 Kč | 37 839 Kč | 40 353 Kč |
| Průměrný plat zaměstnanců ZŠ a SŠ | Průměrný plat zaměstnanců ZŠ a SŠ | Průměrný plat zaměstnanců ZŠ a SŠ | 23 636 Kč      | 24 882 Kč | 26 700 Kč | 29 492 Kč | 33 656 Kč | 37 204 Kč | 39 954 Kč | 40 316 Kč |
|                                   | z toho pedagogičtí pracovníci     | z toho pedagogičtí pracovníci     | 27 840 Kč      | 29 410 Kč | 31 578 Kč | 34 943 Kč | 40 137 Kč | 44 224 Kč | 47 846 Kč | 48 223 Kč |
| z toho                            | učitelé ZŠ                        | 28 729 Kč                         | 30 439 Kč      | 32 850 Kč | 36 290 Kč | 41 763 Kč | 46 170 Kč | 50 080 Kč | 50 324 Kč |           |
| z toho                            | učitelé SŠ                        | 29 405 Kč                         | 31 075 Kč      | 33 185 Kč | 36 917 Kč | 42 647 Kč | 47 566 Kč | 51 779 Kč | 52 427 Kč |           |
| Průměrný plat zaměstnanců VŠ      | Průměrný plat zaměstnanců VŠ      | Průměrný plat zaměstnanců VŠ      | 34 992 Kč      | 35 692 Kč | 38 028 Kč | 41 755 Kč | 45 543 Kč | 47 096 Kč | 48 504 Kč | 50 225 Kč |
|                                   | z toho pedagogičtí pracovníci     | z toho pedagogičtí pracovníci     | 41 871 Kč      | 42 725 Kč | 45 798 Kč | 50 495 Kč | 55 153 Kč | 56 844 Kč | 58 177 Kč | 60 049 Kč |

## Platy učitelů podle regionů k roku 2022
Platy učitelů se liší relativně málo podle regionu ve kterém působí. V přepočtu na životní náklady a lokální mzdy v regionu to však znamená, že průměrný učitel ZŠ v hlavním městě má příjem jen o 2 % vyšší příjem než je průměr, naopak např. učitel SŠ v Karlovarském kraji zase o celých 52 % vyšší plat než průměrný člověk v kraji. S výjimkou Prahy a Jihomoravského kraje platy učitelů všude přesahují 130 % lokální průměrné mzdy. Detaily v tabulce ze stránek MŠTV níže:
| Území           | Území                | Území                | Území | Průměrná měsíční mzda/plat | Průměrná měsíční mzda/plat | Průměrná měsíční mzda/plat | Podíl průměrného měsíčního platu | Podíl průměrného měsíčního platu |
| Území           | Území                | Území                | Území | učitele ZŠ                 | učitele SŠ                 | zaměstnance v ČR           | učitele ZŠ ke mzdě v ČR/regionu  | učitele SŠ ke mzdě v ČR/regionu  |
| Česká republika | Česká republika      | Česká republika      |       | 50 217 Kč                  | 52 032 Kč                  | 40 353 Kč                  | 124,4%                           | 128,9%                           |
| Praha           | Praha                | Praha                |       | 50 991 Kč                  | 53 763 Kč                  | 49 782 Kč                  | 102,4%                           | 108,0%                           |
|                 | Hlavní město Praha   | Hlavní město Praha   |       | 50 991 Kč                  | 53 763 Kč                  | 49 782 Kč                  | 102,4%                           | 108,0%                           |
| Střední Čechy   | Střední Čechy        | Střední Čechy        |       | 51 167 Kč                  | 54 010 Kč                  | 40 731 Kč                  | 125,6%                           | 132,6%                           |
|                 | Středočeský kraj     | Středočeský kraj     |       | 51 167 Kč                  | 54 010 Kč                  | 40 731 Kč                  | 125,6%                           | 132,6%                           |
| Jihozápad       | Jihozápad            | Jihozápad            |       | 50 129 Kč                  | 52 134 Kč                  | 37 589 Kč                  | 133,4%                           | 138,7%                           |
|                 | Jihočeský kraj       | Jihočeský kraj       |       | 49 693 Kč                  | 52 147 Kč                  | 36 827 Kč                  | 134,9%                           | 141,6%                           |
|                 | Plzeňský kraj        | Plzeňský kraj        |       | 50 636 Kč                  | 52 116 Kč                  | 38 374 Kč                  | 132,0%                           | 135,8%                           |
| Severozápad     | Severozápad          | Severozápad          |       | 49 758 Kč                  | 50 781 Kč                  | 36 802 Kč                  | 135,2%                           | 138,0%                           |
|                 | Karlovarský kraj     | Karlovarský kraj     |       | 49 820 Kč                  | 53 325 Kč                  | 35 093 Kč                  | 142,0%                           | 152,0%                           |
|                 | Ústecký kraj         | Ústecký kraj         |       | 49 737 Kč                  | 49 974 Kč                  | 37 384 Kč                  | 133,0%                           | 133,7%                           |
| Severovýchod    | Severovýchod         | Severovýchod         |       | 50 513 Kč                  | 51 971 Kč                  | 36 956 Kč                  | 136,7%                           | 140,6%                           |
|                 | Liberecký kraj       | Liberecký kraj       |       | 50 637 Kč                  | 52 168 Kč                  | 36 871 Kč                  | 137,3%                           | 141,5%                           |
|                 | Královéhradecký kraj | Královéhradecký kraj |       | 50 222 Kč                  | 51 997 Kč                  | 37 956 Kč                  | 132,3%                           | 137,0%                           |
|                 | Pardubický kraj      | Pardubický kraj      |       | 50 713 Kč                  | 51 804 Kč                  | 35 955 Kč                  | 141,0%                           | 144,1%                           |
| Jihovýchod      | Jihovýchod           | Jihovýchod           |       | 50 030 Kč                  | 50 816 Kč                  | 38 985 Kč                  | 128,3%                           | 130,3%                           |
|                 | Vysočina             | Vysočina             |       | 50 394 Kč                  | 51 907 Kč                  | 37 133 Kč                  | 135,7%                           | 139,8%                           |
|                 | Jihomoravský kraj    | Jihomoravský kraj    |       | 49 875 Kč                  | 50 350 Kč                  | 39 663 Kč                  | 125,7%                           | 126,9%                           |
| Střední Morava  | Střední Morava       | Střední Morava       |       | 49 618 Kč                  | 51 385 Kč                  | 36 323 Kč                  | 136,6%                           | 141,5%                           |
|                 | Olomoucký kraj       | Olomoucký kraj       |       | 49 769 Kč                  | 50 640 Kč                  | 36 462 Kč                  | 136,5%                           | 138,9%                           |
|                 | Zlínský kraj         | Zlínský kraj         |       | 49 456 Kč                  | 52 230 Kč                  | 36 175 Kč                  | 136,7%                           | 144,4%                           |
| Moravskoslezsko | Moravskoslezsko      | Moravskoslezsko      |       | 49 294 Kč                  | 51 234 Kč                  | 36 596 Kč                  | 134,7%                           | 140,0%                           |
|                 | Moravskoslezský kraj | Moravskoslezský kraj |       | 49 294 Kč                  | 51 234 Kč                  | 36 596 Kč                  | 134,7%                           | 140,0%                           |

## Platy začínajících učitelů a kariérní řád
Výše platů začínajících učitelů s vysokoškolským pedagogickým vzděláním na veřejných školách dosahuje zpravidla 11.–12. platové třídy. Kariérní řád nereflektuje schopnosti učitelů, zohledňuje pouze délku praxe. Schopnosti však mohou být ohodnoceny nenárokovou složkou platu, ačkoli praxe nebývá vždy taková. Hlavním zdrojem nerovnosti příjmů mezi vyučujícími je zejména délka praxe. Zatímco začínající učitel nastupuje okolo 23 let do nejnižšího platového tarifu, průměrný učitel k roku 2023 má věk okolo 50 let a pokud pracoval ve školství celou profesní dráhu, jak bývá obvyklé, náleží mu druhý nejvyšší platový stupeň. Tento rozdíl v délce praxe mezi nejnižším a přeposledním platovým stupněm představuje rozdíl jen v tabulkovém platu asi 30 % příjmu. A tento rozdíl bývá zesílen ještě skutečností, že dlouholetí pracovníci zpravidla zastávají formálně náročnější pedagogické činnosti a tím pobírají vyšší nárokovou i nenárokovou složku platu. Tato výrazná diskriminace je souhrnně označována jako ageismus a představuje jeden z nejzávažnějších problémů českého školství.

## Problematika učitelských platů
Platy učitelů jsou častým a vášnivým tématem politických i běžných osobních diskuzí. Často se vyskytuje výrazná polarita v názorech. Jedni považují platy učitelů za nepřiměřeně nízké vzhledem k mzdám vysokoškoláků (76 % průměrné mzdy absolventů VŠ k roku 2021) a psychické náročnosti práce s dětmi a mládeží. Druzí zase označují platy pedagogů za neporovnatelné s vysokoškoláky v soukromém sektoru, kteří musí pracovat 40 hodin týdně oproti učitelům pracujícím 22 hodin týdně, nemají jistotu zaměstnaní jako učitelé, 8 týdnů placené dovolené, 12 dnů samostudijního volna ani možnost nechat si proplácet rekreaci z fondu sociálních a kulturních potřeb. Nemluvě o volných víkendech, svátcích, prázdninách, nahrazování některých pedagogických povinností (např. dozorů) prací asistentů pedagoga, neuspokojivým výsledkům online výuky během karantény, nebo obecně slabým výsledkům českého školství v mezinárodním srovnání.
Často bývá kritizováno srovnání učitelských platů s průměrnou mzdou, s odůvodněním že nejde o přesné srovnání. Protože průměrná mzda je vypočítávána z mezd všech pracujících v České republice, tedy i těch s nižším vzděláním. Učitelské povolání vyžaduje zvláštní odbornost a dle školského zákona musí učitel absolvovat tzv. učitelské minimum, které lze získat až po absolvování magisterského či inženýrského studia. Nicméně průměrná mzda zahrnuje i ostatní absolventy VŠ nebo mzdy vrcholových manažerů, srovnávání platů učitelů tedy není v ničem méně přesné než srovnávání jiných školených pracovníků. Vysokoškolští absolventi administrativy nebo sociálních služeb mají průměrné mzdy významně nižší než učitelé.
Dle Českého statistického úřadu dosahoval medián mezd vysokoškolsky vzdělaných na konci roku 2022 výše 50 472 Kč, zatímco medián učitelských platů se pohybuje okolo 48 tisíc korun. Jak však ukazuje tabulka platů učitelů podle regionů, s výjimkou okolí velkých aglomerací (Praha, Brno) jsou platy učitelů vždy minimálně o 30 % vyšší než odpovídá lokální průměrné mzdě, která zahrnuje i příjmy jiných lokálních vysokoškoláků.
Dne 12. ledna 2015 nabyla účinnosti novela zákona o pedagogických pracovnících, která zakázala zaměstnávání učitelů na dobu určitou pouze po dobu vyučování ve školním roce, s odůvodněním že pro učitele je dehonestující být v době školních prázdnin bez zaměstnání.
Od 1. září 2019 došlo ke změně financování regionálního školství dle tzv. PHmaxu. Změny financování se dotkly všech mateřských, základních a středních škol, které nejsou soukromé ani církevní. Reforma se nedotkla ani základních uměleckých škol. PHmax je oproti původnímu systému (financování dle počtu žáků) vypočítáván z maximálního možného počtu odučených hodin, který stanovuje ministerstvo. Tento systém snižuje závislost množství finančních prostředků na počtu žáků a poskytuje ředitelům škol větší množství finančních prostředků na nárokové i nenárokové složky platu než v minulosti. Dne 6. listopadu 2019 proběhla stávka školských odborů, které požadovaly růst tarifních mezd o 10 %.
V dubnu 2023 byla schválena garance platu učitelů na 130 % průměrné mzdy. Zároveň byla otevřena debata o zrušení 9. ročníků základních škol s odůvodněním, že v posledním ročníku ZŠ se nevyučuje nová látka a slouží pouze jako příprava na přijímající zkoušky na střední školy. Dále bylo navrženo zvýšení počtu hodin přímé pedagogické činnosti (tj. vyučované hodiny) učitelů ze současných 22 hodin týdně na 25–27 hodin (týden má včetně nepřímé pedagogické činnosti 40 hodin). Návrh se setkal s kritikou učitelských odborů, které návrh označily za podvod a snahu nivelizovat schválené zvýšení platů.